# Александровське сільське поселення (Котельницький район)
Алекса́ндровське сільське поселення (рос. Александровское сельское поселение) — адміністративна одиниця у складі Котельницького району Кіровської області Росії. Адміністративний центр поселення — село Александровське.

## Історія
Станом на 2002 рік на території сучасного поселення існували такі адміністративні одиниці:
- Александровський сільський округ (село Александровське, селище Ацвеж, присілки Борони, Доронічі, Жуковляни, Замоломці, Зотови, Молосніки, Обсічки, Тирики, Удаленки, Юденки)

Поселення було утворене згідно із законом Кіровської області від 7 грудня 2004 року № 284-ЗО у рамках муніципальної реформи шляхом перетворення Александровського сільського округу.

## Населення
Населення поселення становить 317 осіб (2017; 341 у 2016, 356 у 2015, 378 у 2014, 383 у 2013, 374 у 2012, 374 у 2010, 502 у 2002).

## Склад
До складу поселення входять 12 населених пунктів:
| Населений пункт       | Населення, осіб (2002) | Населення, осіб (2010) |
| --------------------- | ---------------------- | ---------------------- |
| Александровське, село | 419                    | 325                    |
| Ацвеж, селище         | 41                     | 20                     |
| Борони, присілок      | 0                      | 0                      |
| Дороничі, присілок    | 5                      | 0                      |
| Жуковляни, присілок   | 4                      | 1                      |
| Замоломці, присілок   | 7                      | 4                      |
| Зотови, присілок      | 0                      | 0                      |
| Молосники, присілок   | 1                      | 8                      |
| Обсічки, присілок     | 3                      | 1                      |
| Тирики, присілок      | 10                     | 5                      |
| Удаленки, присілок    | 8                      | 6                      |
| Юденки, присілок      | 4                      | 4                      |